# Video jockey
Un VJ o vee-jay, contrazioni che stanno per video jockey, è un artista/performer che mixa (in diretta, dal vivo), proietta o allestisce uno spettacolo di luci o effetti visivi utilizzando spezzoni di video, diapositive, fari, laser o altro, a ritmo di musica (spesso è la musica elettronica ad essere accompagnata dal video), in discoteche o anche come spettacolo a sé stante. Il VJ in questa veste può anche creare delle video-installazioni o essere un performer staccato dall'attività di intrattenimento.
Da VJ è sorto il neologismo Vjing, che è l'arte di miscelare dal vivo flussi video in sincrono con la musica. La -ing form inglese applicata all’acronimo VJ sembra proprio evidenziare l’azione in atto e la peculiare dinamica in tempo reale di quest'arte.
Il termine VJ o vee-jay, può indicare colui che mixa i videoclip musicali, in maniera analoga a un disc jockey che mixa brani musicali. Il termine è molto usato  nell'ambito del canale televisivo MTV, dove in pratica indica il presentatore dei programmi televisivi in cui vengono trasmessi i videoclip musicali.
Ultimamente, il termine VJ è associato erroneamente al video mapping: sostanzialmente il Vjing ha un concept totalmente astratto, con temi casuali che mirano ad una visione artistica senza contenuti; diversamente il video mapping ha uno storyboard relativo all'evento con tematiche concrete e mirate a sensibilizzare il pubblico.